# Théo Mertens
Théo Mertens (Balen, 30 de julio de 1941) fue un ciclista belga, profesional desde el 1963 hasta el 1970.

## Palmarés en ruta
- 1964
  - 1º en el Circuito Escaut-Dendre-Lys
- 1965
  - Vencedor de una etapa al Critèrium del Dauphiné Libéré
  - Vencedor de una etapa al Tour norteño
- 1966
  - 1º en los Cuatro Días de Dunkerque y vencedor de 2 etapas

### Resultados a la Vuelta en España
- 1967. 67.º de la clasificación general

## Palmarés en pista
- 1966
  - Campeón de Bélgica en Persecución